# Andorre-la-Vieille
Pour les articles homonymes, voir Andorre (homonymie).
Andorre-la-Vieille (en catalan : Andorra la Vella, /ənˈdorə lə ˈβeʎə/) est le nom de l'une des sept paroisses (parròquies) et la capitale de la principauté d'Andorre. 
La paroisse compte un peu plus de 22 000 habitants, 19 000 pour la ville elle-même. Elle se situe sur la rivière Valira (ou Gran Valira), peu après la confluence du Valira d'Orient et du Valira del Nord (située dans la paroisse d'Escaldes-Engordany) à 1 023 m d'altitude, ce qui en fait la plus haute capitale nationale d'Europe.
C'est la principale paroisse, regroupant la majorité des services et institutions, dont le gouvernement d'Andorre.

## Géographie
Andorre-la-Vieille se situe dans le Sud-Ouest de la principauté, sur le versant sud du col de l'Envalira et est traversée par le Valira, principal cours d'eau andorran.
Elle est devenue la plus petite paroisse d'Andorre, à la suite de la création en 1978 de la paroisse d'Escaldes-Engordany. Son statut de capitale politique et économique lui vaut néanmoins d'être aussi la paroisse la plus peuplée de la principauté d'Andorre.
En 2014, la ville compte 19 620 habitants et 22 615 pour la paroisse.

### Paroisses limitrophes
|                               | La Massana          |                    |
| Les Valls de Valira (Espagne) | Andorre-la-Vieille  | Escaldes-Engordany |
|                               | Sant Julià de Lòria |                    |

### Villages ou agglomérations
- Andorre-la-Vieille
- Santa Coloma
- La Margineda

## Toponymie
Le nom de Andorra attesté dès 839, viendrait du basque Ameturra signifiant « dix sources » composé des mots ama (« dix ») et iturri (« sources »), car la rivière Valira recevait sur le territoire de la paroisse dix affluents[réf. nécessaire]. Celle-ci donnant ensuite son nom à l’ensemble de la principauté.

## Histoire
La ville d'Andorre-la-Vieille est véritablement née en l'an 1278 lorsque les coprinces Roger-Bernard III, comte de Foix, et père d'Urtx, évêque d'Urgell, signèrent le second paréage et créèrent de fait la Principauté. Certaines maisons et rues du vieux quartier de la ville datent d'ailleurs de cette époque.
Le plus remarquable de ces édifices est la Casa de la Vall (« maison de la Vallée », et non « maisons des Vallées » comme elle est souvent présentée). Celle-ci a été construite au début du XVIe siècle et est devenue la maison parlementaire en 1707. Depuis sa création, cette ville a toujours été la capitale de l'Andorre.
Cependant sur l'origine de la ville, il convient d'ajouter que la paroisse d'Andorre-la-Vieille est mentionnée pour la première fois dans l'acte de consécration[réf. nécessaire] de la cathédrale Sainte-Marie de La Seu d'Urgell, en l'an 839.

## Administration

### Liste des consuls majeurs
| Période | Période     | Nom                              | Parti                            |
| ------- | ----------- | -------------------------------- | -------------------------------- |
| 1995    | 1999        | Lluis Viu Torres                 |                                  |
| 1999    | 2003        | Conxita Mora Jordana             | CP                               |
| 2003    | 2007        | Francesc Xavier Mora Baron       | PSD                              |
| 2007    | 2015        | Maria Rosa Ferrer Obiols         | PSD (2008-2012) Cd'I (2012-2015) |
| 2015    | 2016        | Jordi Ramon Minguillon Capdevila | Cd'I                             |
| 2016    | 2023        | Conxita Marsol Riart             | DA                               |
| 2023    | en fonction | Sergi Gonzalez Camacho           | PS                               |

### Conseil communal
|                          |                                                       |       |       |       |        |               |  |  |  |
| Liste                    | Liste                                                 | Voix  | %     | +/-   | Sièges | +/-           |  |  |  |
|                          | Enclar (Parti social-démocrate + Concorde + Somveïns) | 1 989 | 52,47 | 14,07 | 9      | 6             |  |  |  |
|                          | Démocrates + Progressistes SPD + Indépendants         | 1 802 | 47,53 | 3,68  | 3      | 6             |  |  |  |
|                          |                                                       |       |       |       |        |               |  |  |  |
| Votes valides            | Votes valides                                         | 3 791 | 91,92 |       |        |               |  |  |  |
| Votes blancs             | Votes blancs                                          | 244   | 5,92  |       |        |               |  |  |  |
| Votes nuls               | Votes nuls                                            | 89    | 2,16  |       |        |               |  |  |  |
| Total                    | Total                                                 | 4 124 | 100   | –     | 12     | en stagnation |  |  |  |
| Abstentions              | Abstentions                                           | 4 660 | 53,04 |       |        |               |  |  |  |
| Inscrits / participation | Inscrits / participation                              | 8 784 | 46,96 |       |        |               |  |  |  |

## Transports en commun
Capitale et paroisse centrale de la principauté, Andorre-la-Vieille est desservie par toutes les lignes du réseau de transport en commun national.

## Sports

### Rugby
Club de rugby à XV le Voluntaris de Protecció Civil Andorra Rugby XV évoluant dans le championnat français en Fédérale 2 pour la saison 2008-2009.

### Jeux olympiques
Andorre-la-Vieille était une ville requérante pour les XXIes Jeux olympiques d'hiver de 2010, organisés finalement par Vancouver.

### Arrivées duTour d'Espagne
- 1998 :  José María Jiménez
- 1999 :  Igor González de Galdeano
- 2000 :  Roberto Laiseka
- 2001 :  José María Jiménez
- 2008 :  Alessandro Ballan
- 2017 :  Vincenzo Nibali

### Tour de France
Andorre-la-Vieille a été ville de départ de la 11e étape du Tour de France 1997 et de l'arrivée de la 15e étape du Tour de France 2021 (Céret-Andorre-la-Vieille) à 191,3 km après le départ de Céret.

## Culture et festivités
La fête patronale est le 24 juin et Festa Major, le premier dimanche d'août.

## Tourisme
- Casa de la Vall (« maison de la Vallée » : Parlement et palais de Justice)
- Églises de Sant Esteve, Santa Coloma et Sant Andreu
- Château de Sant Vicenç d'Enclar
- Musée du parfum[8]
- Pont de la Margineda.

## Personnalités
- Joaquim Amat-Piniella (1913-1974), écrivain, y a écrit le recueil de poèmes Les llunyanies[9], et surtout le début de son roman autobiographique K. L. Reich qui traite de son expérience de déporté dans le camp de Mauthausen.
- Rossend Marsol Clua est un journaliste et écrivain mort à Andorre-la-Vieille en 2006.
- Albert Salvadó, né à Andorre-la-Vieille en 1951.
- Silvia Calvó Armengol, femme politique et ingénieure andorrane, née à Andorre-la-Vieille en 1969.
- Vanessa Mendoza Cortés (1980-), militante des droits de l'homme et psychologue andorrane.

## Jumelage
- Foix (France) (Ariège)
- Valls (Espagne) (Catalogne)